# Lettre à Senghor
Pour plus de détails, voir Fiche technique et Distribution.
Lettre à Senghor  est un film documentaire sénégalais réalisé par Samba Félix Ndiaye, sorti en 1997.

## Synopsis
Qui était Léopold Sédar Senghor ? Parce qu'il a hanté la jeunesse du cinéaste, parce qu’il a fait de la négritude une affaire d'État, parce qu'il a toujours défendu la langue française, le dirigeant et penseur sénégalais a donné à Samba Félix Ndiaye l’envie de percer ses secrets. Pour cela, le réalisateur a réveillé ses souvenirs et ceux de ses proches et il a interviewé les habitants du village natal de Léopold Sedar Senghor. Finalement, le film est une évocation poétique et originale d’une figure incontournable de l’Afrique du XXe siècle.

## Fiche technique
- Réalisation : Samba Félix Ndiaye
- Production : KS Visions
- Scénario : Samba Félix Ndiaye As Thiam
- Image : Raphaël Mulard
- Montage : Mariette Lévy-Novion
- Genre : Film documentaire